# آرایش خورشید
 آرایش خورشید نام یک آلبوم موسیقی اثر کورش یغمایی، هنرمند ایرانی است شامل مجموعه‌ای از ترانه‌های فولکلور ایرانی و دارای ۹ آهنگ است.

## فهرست آهنگ‌ها
| ردیف | آهنگ        |
| ۱    | ریحان       |
| ۲    | مستم مستم   |
| ۳    | شکار آهو    |
| ۴    | تو بیا      |
| ۵    | بارون بارون |
| ۶    | هوار هوار   |
| ۷    | درنه جان    |
| ۸    | سر کوی دوست |
| ۹    | کلات        |